# Mare a mare
Da mare a mare est une locution corse signifiant « de la mer à la mer ». Elle s'applique aux sentiers de randonnée traversant la Corse de la Méditerranée à la mer Tyrrhénienne.
Trois sentiers Mare a mare traversent la Corse d'est en ouest. Le Mare a mare nord démarre de Moriani et prend la direction de Corte puis termine à Cargese. Le Mare a mare centre démarre lui de Ghisonaccia pour terminer à Porticcio. Enfin, le Mare a mare sud démarre de Porto-Vecchio pour se terminer à Propriano. Parcourables dans les deux sens, ces sentiers permettent de bénéficier des douceurs de la randonnée dans les îles de Méditerranée.

## Mare a marenord
Le Mare a mare nord traverse les communes suivantes :
- San-Nicolao (départ à Moriani-Plage)
- San-Giovanni-di-Moriani
- Santa-Reparata-di-Moriani
- Valle-d'Alesani
- Perelli
- Pianello
- Mazzola
- Alzi
- Alando
- Sermano
- Castellare-di-Mercurio
- Santa-Lucia-di-Mercurio
- Corte
- Casamaccioli
- Calacuccia
- Albertacce
- Evisa
- Cristinacce
- Marignana
- Cargèse

Entre Sermano et Marignana, il existe une variante balisée plus longue passant plus au sud qui, au lieu de parcourir les pièves de Talcini, Niolo et Sevidentro, visite celles de Venaco, Rogna et Cruzini ainsi que les Deux-Sorru et passe plus de temps dans l'En-deçà des monts. Elle traverse les communes de :
- Sermano
- Favalello
- Poggio-di-Venaco
- Corte
- Casanova
- Riventosa
- Santo-Pietro-di-Venaco
- Venaco
- Noceta
- Muracciole
- Vivario
- Pastricciola
- Guagno
- Orto
- Soccia
- Poggiolo
- Letia
- Renno
- Marignana

## Mare a marecentre
Le Mare a mare centre traverse les communes suivantes :
- Serra-di-Fiumorbo
- Ventiseri
- Chisa
- San-Gavino-di-Fiumorbo
- Palneca
- Cozzano
- Ciamannacce
- Sampolo
- Tasso
- Guitera-les-Bains
- Zévaco
- Frasseto
- Quasquara
- Santa-Maria-Siché
- Grosseto-Prugna
- Albitreccia
- Cognocoli-Monticchi

## Mare a maresud
Le sentier Mare a mare sud se déroule sur 7 étapes et part de Porto-Vecchio pour rejoindre Propriano. Il s'effectue en sept jours de marche dans sa version dite « classique », néanmoins des variantes sont possibles afin de rallonger le parcours.

### Étape 1
De Porto-Vecchio à Cartalavonu. Il faut environ 5 h de marche pour faire cette étape, qui propulse jusqu'à environ 1 020 m d'altitude. Elle passe respectivement par Alzu di Gallina (140 m d'altitude, 1 h 30 de marche) et L'Ospedale (850 m d'altitude, 3 h de marche supplémentaires)

### Étape 2
De Cartalavonu à Levie. Cette étape demande également 5 h de marche. Elle traverse respectivement Bocca a mela (le Col de Mela) (1 068 m d'altitude, après 1 heure de marche) et Carbini (560 m d'altitude, pour 1 h 30 de marche supplémentaires)

### Étape 3
De Levie à Quenza. Une étape relativement courte d'environ 4 h. Elle traverse le village de Zonza (744 m d'altitude, après 2 h 45 de marche)

### Étape 4
De Quenza à Serra-di-Scopamène. Une étape relativement courte d'environ 4 h. Elle traverse le village de Aullène  (835 m d'altitude, après 2 h 45 de marche)

### Étape 5
De Serra-di-Scopamène à Sainte-Lucie-de-Tallano. Cette étape demande également 5 h de marche. Elle traverse respectivement Campu (400 m d'altitude, après 1h20 de marche), le col de Tavara (720 m d'altitude, pour 1 h 50 de marche supplémentaires) et Altagène (650 m d'altitude, pour 1 h 20 de marche supplémentaires)

### Étape 6
De Sainte-Lucie-de-Tallano à Burgo. Une des étapes les plus dures, elle demande 6 h de marche. Elle traverse respectivement le pont de Piombatu (120 m d'altitude, après 1 h de marche), les ruines d'Altanaria (580 m d'altitude, pour 2 h 20 de marche supplémentaires) et Fozzano (400 m d'altitude, pour 1 h 40 de marche supplémentaires)

### Étape 7
De Burgo à Propriano. Une étape courte, uniquement sur route, mais des variantes sont possibles.
Le Mare a mare sud traverse les communes suivantes :
- Porto-Vecchio
- Carbini
- Levie
- San-Gavino-di-Carbini
- Zonza
- Quenza
- Serra-di-Scopamène
- Sorbollano
- Zoza
- Altagène
- Sainte-Lucie-de-Tallano
- Loreto-di-Tallano
- Fozzano
- Santa-Maria-Figaniella
- Viggianello
- Olmeto
- Propriano

## Records
Les meilleurs temps chronométrés officiellement (FKT), sont actuellement de 9 h 15 min pour le parcours sud, d'ouest en est, (Lambert Santelli et Noël Giordano en 2022), et 12 h 14 min pour le parcours central, d'est en ouest, (Pascal Capdevila en 2021).
23 h 14 min pour le Nord d’est en ouest de Moriani à Carghjese (Gilles Tarnier 2023).